# Mike Zambidis
Michalis "Mike" Zambidis (gr. Μιχάλης Ζαμπίδης; ur. 15 lipca 1980) – grecki kickbokser oraz bokser wagi średniej, zawodnik K-1.

## Kariera sportowa

### Kickboxing
Sporty walki zaczął trenować w wieku 16 lat. W wieku 24 lat został mistrzem Grecji w kickboxingu w swojej kategorii wiekowej. Sukces ten powtórzył jeszcze pięciokrotnie w kolejnych latach. W 1994 roku został amatorskim mistrzem Bałkanów organizacji ISKA. W 1998 roku przeszedł na zawodowstwo. W tym samym roku zdobył mistrzostwo Europy.
W 2003 roku zadebiutował w formule K-1. Pierwszą walkę w prestiżowym cyklu K-1 World MAX stoczył rok później na turnieju K-1 Oceania MAX 2001 w Melbourne. Przegrał przez techniczny nokaut z lokalnym zawodnikiem Mikiem Cope'em. Porażkę powetował sobie w 2002 roku, gdy zwyciężył w kolejnej edycji tych zawodów, w finale pokonując australijską gwiazdę muay thai Johna Wayne'a Parra. Niecałe pół roku później w walce pokazowej w Tokio znokautował ówczesnego mistrza K-1 MAX Alberta Krausa. W lipcu 2003 roku wystąpił w Finale K-1 World MAX. Został wyeliminowany już w pierwszej walce, przegrywając z późniejszym triumfatorem turnieju Masato. W mistrzowskim turnieju K-1 MAX walczył ponownie w 2004, 2005 i 2007 roku, ale za każdym razem odpadał w ćwierćfinale. Najbardziej udany start zanotował w sezonie 2010, gdy dotarł do półfinału, w którym przegrał na punkty po wyrównanej walce z obrońcą tytułu Giorgio Petrosyanem.
Po pokonaniu Steve'a Moxona i zdobyciu mistrzostwa WKU w czerwcu 2015, postanowił zakończyć swoją bogatą karierę sportową.

### Boks
W latach 1996–1998 był członkiem greckiej kadry narodowej w boksie amatorskim. Stoczył w jej barwach 40 walk. Trzykrotnie zdobył mistrzostwo Grecji.

### Osiągnięcia
Kickboxing:
- 2015: Mistrz Świata WKU w kat. -67 kg
- 2013-2015: Mistrz SUPERKOMBAT w wadze średniej
- 2011: W5 Grand Prix KO − 1. miejsce
- 2008: A1 World Combat Cup − 1. miejsce
- 2005: Mistrz Świata PROFI
- 2005:	Mistrz Świata WKBF w wadze superpółśredniej
- 2004:	A1 World Combat Cup − 1. miejsce
- 2003-2015: Mistrz King of the Ring w wadze superpółśredniej
- 2002: K-1 World Max Oceania − 1. miejsce
- 2002:	King of the Ring Italy − 1. miejsce
- 2000:	Mistrz Świata WOKA
- 1998:	Mistrz Europy PROFI
- 1997:	Mistrz Bałkanów ISKA

Boks amatorski:
- 1998: Mistrz Grecji
- 1997: Mistrz Grecji
- 1996: Mistrz Grecji